# Trimethylsilylmethylmagnesiumchlorid
Trimethylsilylmethylmagnesiumchlorid ist eine chemische Verbindung aus der Gruppe der Organosiliciumverbindungen.

## Gewinnung und Darstellung
Die Verbindung kann ausgehend von Chlormethyltrimethylsilan gewonnen werden.

## Verwendung
Die Grignard-Reagenz Trimethylsilylmethylmagnesiumchlorid wird zur Synthese von Allylsilanen verwendet. Über die Peterson-Olefinierung kann sie zur Gewinnung von Methylenen genutzt werden.